# Награды Восточно-Туркестанской республики

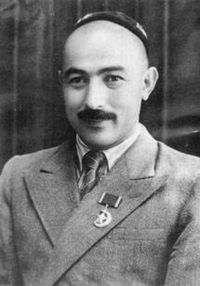
Президент ВТР Ахметжан Касыми с орденом «Свобода»

Награды Восточно-Туркестанской республики — система поощрений самопровозглашённой Восточно-Туркестанской республики в 1944—1949 годах.

## История
В 1944 году на территории китайской провинции Синьцзян в результате антигоминдановского восстания образовалась самопровозглашённая Восточно-Туркестанская республика (ВТР), просуществовавшая до 1949 года. Для поощрения борцов за независимость, военных и государственных деятелей нового государственного образования 24 февраля 1945 года правительственным постановлением № 25 были учреждены награды республики. В наградную систему республики входили ордена, медали и нагрудные знаки.
Автором и изготовителем всех наград был Агзам Миррахимов, потомственный ювелир, ставший кадровым офицером армии Восточно-Туркестанской республики.
После вхождения ВТР в состав КНР многие награждённые переселились в СССР, а их награды оказались в собраниях советских музеев, в частности в собрании Государственного исторического музея.

## Награды
| Изображение | Название награды                                                                | Описание награды |
| ----------- | ------------------------------------------------------------------------------- | --- |
|             | Орден «Борец за независимость» («истиклалийатучун куреши»)                      | В двух степенях. Знак ордена представляет собой пятиконечную звезду, составленную из выходящих из центра двугранных штрал. В центре звезды — круглый медальон, на котором помещены выпуклые пятиконечная звезда и полумесяц. Центральный медальон покрывается голубой эмалью, звезда и полумесяц в медальоне 1-й степени — красной эмалью, 2-й степени — жёлтой эмалью (на большинстве сохранившихся экземпляров ордена эмали отсутствуют). Оборотная сторона знака гладкая, с выштампованными названием ордена на уйгурском языке (арабским алфавитом), номером и годом награждения. Знак 1-й степени — золотой, 2-й степени — серебряный. Знак крепится к прямоугольной колодочке, обтянутой лентой зелёного цвета, по краям которой крепятся металлические планки, золотые у 1-й степени, серебряные — у 2-й степени. |
|             | Орден «Свобода» («азалтык»)                                                     | В двух степенях. Знак ордена представляет собой гладкую пятиконечную звезду с двугранными лучами, заключённую в полумесяц слева. На полумесяце выдавлено название ордена на уйгурском языке. Оборотная сторона знака гладкая, с выштампованными номером и годом награждения. Знак 1-й степени — золотой, 2-й степени — серебряный. Знак крепится к прямоугольной колодочке, обтянутой лентой зелёного цвета, по краям которой крепятся металлические планки, золотые у 1-й степени, серебряные — у 2-й степени. |
|             | Орден «Мужество»                                                                | Знак ордена представляет собой пятиконечную звезду, в центре которой изображён воин с винтовкой наперевес. Из нижней части звезды исходит полукругом сияние, ниже которого наложен полумесяц. |
|             | Медаль «За храбрость» («бахатурлук учун»)                                       | Медаль серебряная круглая. На лицевой стороне разделена двумя концентрическими окружностями на три части. Внешняя часть составлена из чередующихся треугольников жёлтой и красной эмали. На средней части в правой нижней части помещено выпуклое название награды на уйгурском языке. В центре помещены выпуклые пятиконечная звезда и полумесяц жёлтой эмали. Две внутренние части медали покрыты голубой эмалью. Оборотная сторона медали гладкая, с выштампованными номером и годом награждения. Медаль крепится к прямоугольной колодочке, обтянутой лентой зелёного цвета, по краям которой крепятся металлические серебряные планки. Известны экземпляры медали с красной лентой. |
|             | Медаль «Доброволец» («фида и»; в другой версии — медаль «За самоотверженность») | Медаль серебряная круглая. На лицевой стороне в центре изображены выпуклые пятиконечная звезда и полумесяц, в верхней части — название награды на уйгурском языке, в нижней части — год «1945». Оборотная сторона медали гладкая, с выштампованными номером и годом награждения. Медаль крепится к прямоугольной колодочке, обтянутой лентой зелёного цвета, по крям которой крепятся металлические серебряные планки. |
|             | Медаль «Верность» («садякет»)                                                   | Медаль серебряная круглая. На лицевой стороне в верхней правой части изображены выпуклые пятиконечная звезда и полумесяц, от которых исходят солнечные лучи. В нижней части — название награды на уйгурском языке. Оборотная сторона медали гладкая, с выштампованными номером и годом награждения. Медаль крепится к прямоугольной колодочке, обтянутой лентой зелёного цвета, по крям которой крепятся металлические серебряные планки. |
|             | Медаль «За заслуги»                                                             | Медаль серебряная круглая. На лицевой стороне в верхней центральной части изображены выпуклые пятиконечная звезда и полумесяц, от которых исходят солнечные лучи. В нижней части — название награды на уйгурском языке. Оборотная сторона медали гладкая, с выштампованными номером и годом награждения. Медаль крепится к прямоугольной колодочке, обтянутой лентой зелёного цвета, по краям которой крепятся металлические серебряные планки. |
|             | Медаль с неустановленным названием                                              | Медаль серебряная в виде пятиконечной звезды, в центре которой — пятиугольное углубление, в котором помещено изображение встающего из-за гор Солнца. Справа за звездой — развевающееся знамя, на котором помещено название награды на уйгурском языке. Оборотная сторона медали гладкая, с выштампованными номером и годом награждения. Медаль крепится к прямоугольной колодочке, обтянутой лентой красного цвета, по краям которой крепятся металлические серебряные планки. |